# Randi Blehr
Randi Blehr (nascida Randi Marie Nilsen; Bergen, 12 de fevereiro de 1851 – Oslo, 13 de junho de 1928) foi uma feminista, política liberal, sufragista, pacifista e ativista dos direitos das mulheres norueguesa. Blehr foi uma das principais líderes do movimento pelos direitos das mulheres na Noruega na década de 1880 e fez parte da Associação Norueguesa pelos Direitos das Mulheres, sendo presidente da instituição de 1895 a 1899 e de 1903 a 1922. Ela também participou da criação da Associação Norueguesa de Saúde Pública Feminina, que mais tarde tornou-se uma organização humanitária com cerca de 250 mil membros.
Randi Blehr era casada com Otto Blehr, primeiro-ministro da Noruega. Ela foi uma das principais defensoras da independência norueguesa da Suécia e assumiu funções de representante da Noruega durante o mandato de seu marido como primeiro-ministro.

## Início de vida
Randi Marie Nilsen nasceu em 1851 em Bergen. Ela era filha do corretor de navios Andreas Rasmussen Nilsen (1822–98) e Margrethe Andrea Tornøe (1827–1909); era a mais velha dos onze filhos. Randi não recebeu educação formal, mas era interessada por artes desde pequena, incluindo desenho, teatro e música. Quando tinha dezessete anos se juntou ao Vestmannalaget, a associação de idiomas mais antiga da Noruega. Em 1876 Randi esteve envolvida na fundação do Den Nationale Scene, maior e mais antigo teatro de Bergen, e no mesmo ano casou-se com Otto Blehr, advogado e político filiado ao Partido Liberal que mais tarde se tornaria primeiro-ministro da Noruega; o filho do casal, Eivind Blehr, também seguiu a carreira política.

## Carreira
Blehr começou a se envolver com o movimento feminista norueguês na década de 1880. Em 1883 ela se juntou ao Skuld, grupo de discussão voltado para mulheres estudantes, e no ano seguinte participou da fundação da Associação Norueguesa pelos Direitos das Mulheres (Kvindesagsforening). Blehr foi presidente da associação por dois períodos: de 1895 a 1899 e de 1903 a 1922. Como presidente Blehr lutou pela melhoria das condições econômicas e sociais das mulheres donas de casa, da classe trabalhadora e de classe média baixa. Ela pediu ao parlamento para formalizar a educação profissional para mulheres, criando cursos de formação para empregadas domésticas, costureiras, cozinheiras e donas de casa. Sob a liderança de Blehr, a associação também defendia salários iguais e que crianças nascidas fora do casamento tivessem sua paternidade reconhecida legalmente.
Em 1885 a Associação Norueguesa pelos Direitos das Mulheres decidiu não incluir o sufrágio feminino em sua agenda. Blehr, então, participou da fundação da Associação do Sufrágio Feminino (Kvinnestemmerettsforeningen), sob a liderança de Gina Krog. Um ano depois també ajudou a fundar a Associação Norueguesa de Saúde Pública Feminina (Norske Kvinners Sanitetsforening). Em 1903 ela foi eleita presidente da Associação de Paz das Mulheres Norueguesas (Norske Kvinners Fredsforbund). Durante os períodos em que a carreira política de seu marido exigiu que eles deixassem sua casa em Oslo e morassem na Suécia, ela assumiu funções representativas como esposa do primeiro-ministro e anfitriã na residência do governo norueguês em Estocolmo.

## Condecorações
- Medalha de ouro da Ordem do Mérito Real da Noruega[5][6]

## Morte
Randi Blehr morreu em 1928 e foi sepultada no Cemitério de Nosso Salvador, em Oslo.